# Batalla de Varaville
La batalla de Varaville tuvo lugar el 22 de marzo de 1057 y enfrentó al ejército de Guillermo II, duque de Normandía, contra las fuerzas del rey Enrique I de Francia y Godofredo Martel, conde de Anjou. El encuentro se saldó con una victoria decisiva del duque normando. 

## Desarrollo
En agosto de 1057, el rey Enrique I y el conde Godofredo Martel invadieron Normandía en una campaña que pretendía avanzar hacia Bayeux y Caen. El tamaño de sus fuerzas es desconocido. Saquearon en primer lugar la región de Exmes. Guillermo decidió reunir a su ejército en Falaise, pero en un principio pareció reticente a responder a la agresión del que era su señor directo, el rey de Francia, por lo que se limitó a seguir sus movimientos a través de la información que le proporcionaban los exploradores.
Cuando los invasores llegaron a un vado en el estuario del río Dives cerca de Varaville y comenzaron a cruzarlo, la crecida de la marea impidió el paso de todas sus fuerzas y estas quedaron divididas en dos. Guillermo aprovechó la oportunidad y atacó a la parte del ejército enemigo que todavía no había cruzado el río. Cronistas posteriores afirman que la batalla fue una masacre, pero los coetáneos no lo registraron así. Los historiadores actuales elogian el liderazgo del duque Guillermo y David Bates señala que esta batalla es un ejemplo de la costumbre de Guillermo de sorprender a sus enemigos con movimientos inesperados.

## Consecuencias
Los invasores se retiraron rápidamente de Normandía y el ducado no volvió a ser invadido por ejércitos enemigos en vida de Guillermo. Tras la huida de Enrique I y de Godofredo Martel, Guillermo pudo extender su influencia fuera de Normandía y entre 1057 y 1060 se hizo con el dominio de la vecina región de Maine. El obispo Ivo de Bellême dejó de apoyar a los angevinos de Martel y se alió con los normandos. Al año siguiente, 1058, el duque de Normandía invadió tierras del rey de Francia y recapturó el castillo de Tillières, que había sido perdido por los normandos unos años atrás, durante la minoría de edad de Guillermo II.